# Die Frau von gestern Nacht
Die Frau von gestern Nacht ist ein deutscher Spielfilm aus dem Jahre 1950 von Arthur Maria Rabenalt mit Heli Finkenzeller und Albert Matterstock in den Hauptrollen.

## Handlung
Berlin 1950: Zwei Männer werden eines Abends in einer dunklen Straße von der jungen und ihnen unbekannten Heidi angesprochen und gebeten, sie in ihre Wohnung zu begleiten, da sie sich angeblich aus nicht näher genanntem Grund fürchtet. Heidi kehrt gerade von einer Geburtstagsfeier zu sich zurück. Mit ihrer ungewöhnlichen Einladung bezweckt die Dame etwas ganz anderes: Es handelt sich um eine kleine während der Feier „geborene“ Idee, mit der Zahnärztin Heidi beweisen möchte, dass die kursierenden Vorurteile bezüglich einer angeblichen Leichtlebigkeit heutiger Frauen nicht stimmen. 
Einer der beiden Herren ist der Journalist Ruppert, der schon aus beruflichen Gründen gelernt hat, alles zu hinterfragen und dementsprechend anfänglich etwas zurückhaltend und skeptisch Heidi gegenüber ist. Der aber gelingt es, Ruppert davon zu überzeugen, dass dessen Vorbehalte gegenüber der Frau von heute unbegründet ist. Und dass sich Heidi und Ruppert am Ende ineinander verlieben, ist ein weiterer Sieg, den die Frau von gestern Nacht mit ihrem ungewöhnlichen Experiment davonträgt.

## Produktionsnotizen
Die Frau von gestern Nacht entstand im Frühjahr 1950 in Berlin (Studio- und Außenaufnahmen). Der Film wurde am 2. Juni 1950 in Bonn uraufgeführt. Die Berliner Premiere erfolgte zwei Wochen darauf. 
Finkenzeller-Ehemann Alfred Bittins übernahm die Produktionsleitung, Gabriel Pellon schuf die Filmbauten.

## Kritiken
Im Lexikon des Internationalen Films urteilte knapp: „Eine Verwechslungskomödie in Berliner Nachtlokal-Kulissen, recht schwungvoll und reich an zeitkritischen Pointen.“

„Die Frau von gestern Nacht ist zwar der hundertste Film der Luxor-Lichtspiele, aber leider kein Jubiläumsereignis.“